# Andrzej Rybiński

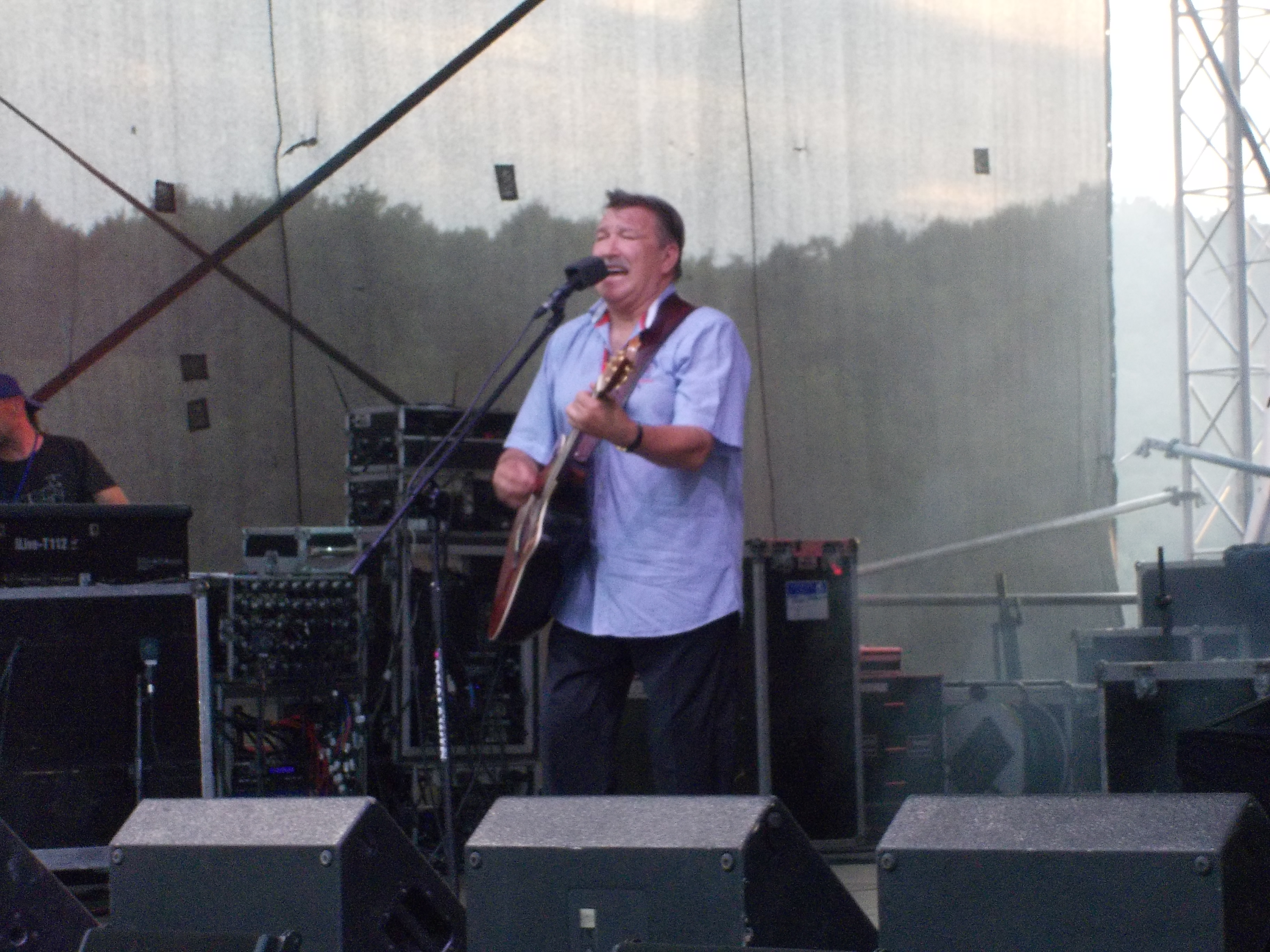
Andrzej Rybiński podczas Jarmarku Piastowskiego w Pobiedziskach, 28 czerwca 2014

Andrzej Rybiński (ur. 30 października 1949 w Łodzi) – polski piosenkarz, gitarzysta i kompozytor. Brat Jerzego.

## Kariera
Ukończył Średnią Szkołę Muzyczną w Łodzi w klasie fortepianu. W latach 1965–1967 był członkiem związanego z uczelnią big-bandu Kanon Rytm. Współpracował również z amatorskimi zespołami Komety i Piotrusie. W 1970 roku z grupą Bumerang uczestniczył w nagraniu utworu pt. Na szkle malowane (muz. Katarzyna Gärtner, libr. Ernest Bryll). Na początku lat 70. współtworzył z Januszem Krukiem i Elżbietą Dmoch grupę 2 plus 1. W 1971 zespół wystąpił na 9. Krajowym Festiwalu Piosenki Polskiej w Opolu, na którym otrzymał nagrodę za wykonanie piosenki pt. Nie zmogła go kula.

### Andrzej i Eliza
W czerwcu 1971 roku wraz z żoną Elizą Grochowiecką i Zbigniewem Hołdysem założył własny zespół – Andrzej i Eliza. Od 1974 w zespole występował również brat artysty – Jerzy Rybiński. Z zespołem współpracowali także m.in.: Ryszard Kaczmarek, Henryk Krzeszowiec, Eugeniusz Mańko, Janusz Staszek, Ryszard Sygitowicz, Stanisław Witta, Marcin Zienkiewicz, Arkadiusz Żak. W 1971 roku zespół Andrzej i Eliza, tak jak zespół 2 plus 1, zadebiutował na 9. Krajowym Festiwalu Piosenki Polskiej w Opolu z utworem pt. Wstawanie wczesnym rankiem. Koncertował również w Austrii, Belgii, Bułgarii, RFN, Stanach Zjednoczonych, ZSRR.

### Dalsza kariera
Po rozpadzie zespołu Andrzej i Eliza w lipcu 1981 roku Andrzej Rybiński rozpoczął karierę solową. Nagrał w tym czasie kilka przebojów, takie jak m.in.: Nie liczę godzin i lat (II Nagroda w konkursie Premier na 20. Krajowym Festiwalu Piosenki Polskiej w Opolu – ex aequo z utworem pt. Szklana pogoda w wykonaniu zespołu Lombard), Pocieszanka, Znajdę cię.
W 2008 wystąpił w roli cinkciarza w filmie Małgosia contra Małgosia.
We wrześniu 2024 dołączył do zespołu redakcyjnego Radia Pogoda, w którym prowadzi codzienną audycję „Najpiękniejsze melodie Andrzeja Rybińskiego w Radiu Pogoda”.

## Życie prywatne
Był dwukrotnie żonaty. Jego pierwszą żoną była Eliza Grochowiecka, z którą występował w zespole Andrzej i Eliza, a drugą żoną jest Jolanta Szymańska – wokalistka zespołu Pro Contra, z którą ma syna Kacpra (ur. 1979) oraz dwóch wnuków: Mikołaja (ur. 2007) i Adama (ur. 2011). W 2014 roku najmłodszy wnuk, 4-miesięczny Wojtek, zmarł śmiercią łóżeczkową.

## Dyskografia

### Albumy solowe
Albumy studyjne
- 1986: Andrzej Rybiński (Pronit)[6]
- 2000: Mam czas na relaks (Box Music, Pomaton EMI)[7]
- 2011: Całym sercem (Universal Music Polska)[8]

Albumy kompilacyjne
- 1992: Greatest Hits (Sonic)[9]
- 1995: Ballady (Digiton, reedycja ZAIKS)[10]
- 1999: Greatest Hits 2 (Snake’s Music)[11]
- 2003: Platynowa płyta (Box Music / Snake’s Music)[12]
- 2004: Gwiazdozbiór. The Best of Andrzej Rybiński (Albatros Records)[13]
- 2005: Platynowa kolekcja: Moje piosenki (Agora)[14]
- 2006: The Best: Czas relaksu (MTJ) (seria „The best”)[15]
- 2020: The Best: Nie liczę godzin i lat (MTJ) (seria „The best”)[16][17]

### Gościnnie
- 1970: Na szkle malowane (Polskie Nagrania „Muza”)[18]
- 1971: Debiuty: Opole 71 (Polskie Nagrania „Muza”)[19]
- 1971: Perfect – 1971–1991 Historie nieznane (Inter Sonus)[20]
- 1977: Zdzisława Sośnicka – Moja muzyka (Pronit)[21]
- 1978: Interkosmos 1978 (Tonpress)[22]
- 1978: Cygański skarb / Czeka na nas świat – muzyka utworu pt. Czeka na nas świat[23][24]
- 1980: Bajm – singiel Wędrujemy / Rano, kiedy budzę się rano (Tonpress) – muzyka utworu pt. Wędrujemy[25]
- 1984: Przeboje 40-lecia 4 (Polskie Nagrania „Muza”)[26]
- 1985: Stanislav Hložek & Petr Kotvald – singiel Holky z naší školky / Nie liczę godzin i lat (Tonpress) – muzyka utworu pt. Nie liczę godzin i lat[27]
- 1985: Hana Zagorová, Stanislav Hložek, Petr Kotvald – Jinak to nejde... (Supraphon)[28]
- 1988: Wieczór kawalerski. Piosenki Antoniego Kopffa (Polskie Nagrania „Muza”)[29]
- 1988:  Andrzej Kuryło: Z biegiem lat (Polskie Nagrania „Muza”) – muzyka utworu pt. Życie z klocków Lego[30]
- 1988: Smerfy (Supraphon)[31][32]
- 1996: Złote przeboje Marka Dutkiewicza (Koch International Poland)[33]
- 2006: Promo Only (Polish Edition) 3/2006 (Dee Jay Mix Club) – muzyka utworu pt. K.B.M.  (wyk. Andrzej Rybiński & Marcin Kindla)[34]
- 2006: singiel K.B.M.
- 2010: Bożena Dykiel – Jak oni śpiewają (LoLe Records)[35]
- 2011: Skaldowie – Ty (Kameleon Records 3)[36]

## Odznaczenia
- Srebrny Medal „Zasłużony Kulturze Gloria Artis” (2025)[37]
- Brązowy Medal „Zasłużony Kulturze Gloria Artis” (2019)[37]

## Nagrody

### 2 plus 1
- 1971: Nagroda redakcji „Synkopy” na 9. Krajowym Festiwalu Piosenki Polskiej w Opolu za utwór pt. Nie zmogła go kula
- 1971: Nagroda Związku Autorów i Kompozytorów na 5. Festiwalu Piosenki Żołnierskiej w Kołobrzegu za utwór pt. Już nie będę taki głupi

### Andrzej Rybiński
- 1969: Nagroda specjalna na Festiwalu Piosenki Żołnierskiej w Kołobrzegu[38]

- 1983: II Nagroda w konkursie Premier na 20. Krajowym Festiwalu Piosenki Polskiej w Opolu za utwór pt. Nie liczę godzin i lat
- 2020: Nagroda specjalna Stowarzyszenia Autorów ZAiKS[39]